# Chitarra acustica amplificabile
Una chitarra acustica amplificabile è una chitarra con sei corde di metallo, e talvolta anche con la "spalletta" inferiore mancante, e che eventualmente si può collegare ad un amplificatore per potenziarne il suono, in modo simile alla chitarra elettrica.
Per l'amplificazione della chitarra acustica, esistono diversi metodi: in studio, per riprodurre il suono naturale della chitarra, vengono utilizzati dei microfoni a condensatore che vengono piazzati di fronte allo strumento. Dal vivo, invece, il suono debole della chitarra folk rende difficile l'uso dei microfoni senza attivare il feedback acustico, e si preferisce optare dei trasduttori, che riducono molto quasi ogni problema di feedback ma che fanno diventare profondamente diverso il suono della chitarra folk originale. Inoltre, questi trasduttori possono produrre un sustain sgradevole.
Per diminuire il sustain prodotto dai trasduttori, è possibile usare un pick up piezoelettrico posto sotto le sellette del ponte.  I pick-up incastrati nel rosone invece sono magnetici, come quelli della chitarra elettrica. In compenso, questi ultimi offrono un grande equilibrio e un suono molto apprezzato negli arpeggi.
Fra le marche di chitarra che producono chitarre acustiche in maniera industriale, la statunitense Martin è sicuramente il marchio dal nome più prestigioso, soprattutto in campo country-bluegrass, che vanta una lunghissima storia di ottimi strumenti che hanno accompagnato gli anni più ruggenti della musica rock, country, folk, blues. Principale marchio "concorrente" almeno come prestigio storico, è il marchio Gibson, scelto in maniera preponderante specialmente in accompagnamento da molti artisti folk-solisti come Bob Dylan o Bruce Springsteen, mentre nei tempi moderni si è prepotentemente affacciato fra i primissimi del mercato il marchio Taylor Guitars, dal suono più moderno, brillante, e con un occhio particolarmente attento alla suonabilità. Altri costosissimi marchi, di grande prestigio, sono tra gli altri Lakewood Guitars, Maton, Larrivèe, Bourgeois.
Esistono tuttavia nel mercato alcune marche di chitarre semi artigianali, con produzioni che variano da 500 a 2.000 esemplari l'anno, di particolare pregio. Fra queste, le più note sono Santa Cruz, Breedlove, Collings, per arrivare a marche completamente artigianali come Olson (di cui il più famoso utilizzatore è James Taylor) e Ryan, i cui prezzi possono arrivare a decine di migliaia di dollari, con tempi d'attesa fino ai due o tre anni per la produzione su richiesta.
Anche in Italia si stanno affermando alcuni ottimi liutai che sono ormai in grado di produrre in maniera completamente artigianale strumenti di qualità eccelsa a prezzi non troppo elevati, paragonabili a quelli di chitarre industriali di fascia media (dai 2.000 ai 3.000 euro), come ad esempio Metelli, Migliorini & Pozzi, Illotta, De Lorenzi e Great Owl Guitars.